# Sargatskoe
Sargatskoe (in russo Саргатское?) è un insediamento operaio dell'oblast' di Omsk, in Russia, nella parte sud della Siberia Occidentale. È il centro amministrativo del distretto Sargatskij.
Si trova sulla riva sinistra del fiume Irtyš, 100 km a nord di Omsk.